# La Forteresse
La Forteresse (okzitanisch: La Fortalesa) ist eine französische Gemeinde mit 337 Einwohnern (Stand: 1. Januar 2022) im Département Isère in der Region Auvergne-Rhône-Alpes; sie gehört zum Arrondissement Vienne und zum Kanton Bièvre. 

## Geografie
Die Gemeinde La Forteresse liegt etwa 28 Kilometer westnordwestlich von Grenoble westlich des Chartreuse-Massivs am Flüsschen Rival innerhalb des Flusssystems Rival, Raille und Oron. Umgeben wird La Forteresse von den Nachbargemeinden Plan im Norden, Saint-Paul-d’Izeaux im Nordosten, Tullins und Morette im Osten, Cras im Südosten, Vatilieu im Süden, Quincieu im Süden und Südwesten sowie Saint-Geoirs im Westen und Nordwesten.

## Bevölkerungsentwicklung
| Jahr                       | 1962 | 1968 | 1975 | 1982 | 1990 | 1999 | 2006 | 2012 | 2021 |
| -------------------------- | ---- | ---- | ---- | ---- | ---- | ---- | ---- | ---- | ---- |
| Einwohner                  | 277  | 262  | 250  | 245  | 251  | 235  | 284  | 318  | 336  |
| Quellen: Cassini und INSEE |      |      |      |      |      |      |      |      |      |

## Sehenswürdigkeiten

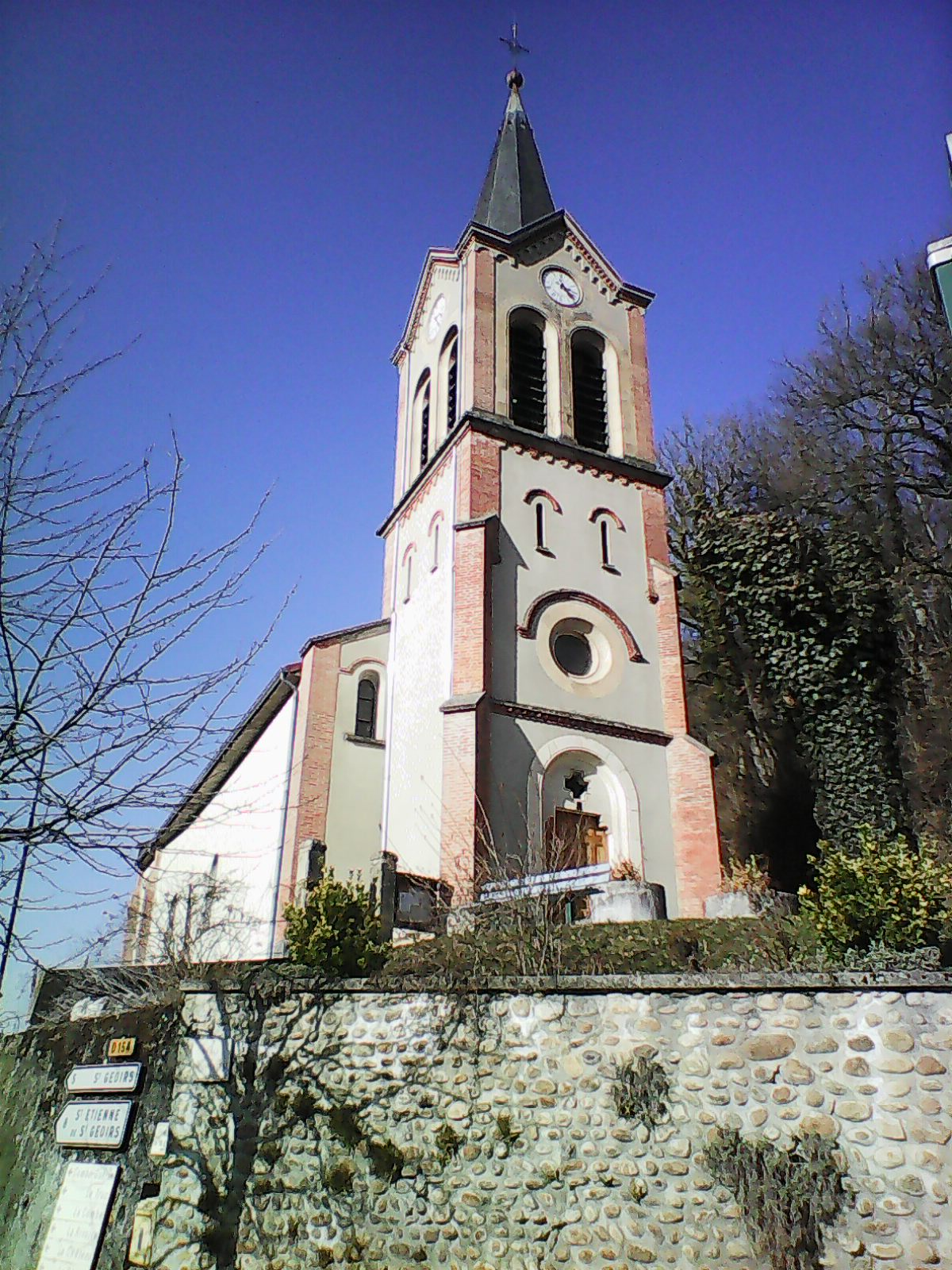
Kirche Saint-Pierre-ès-Liens
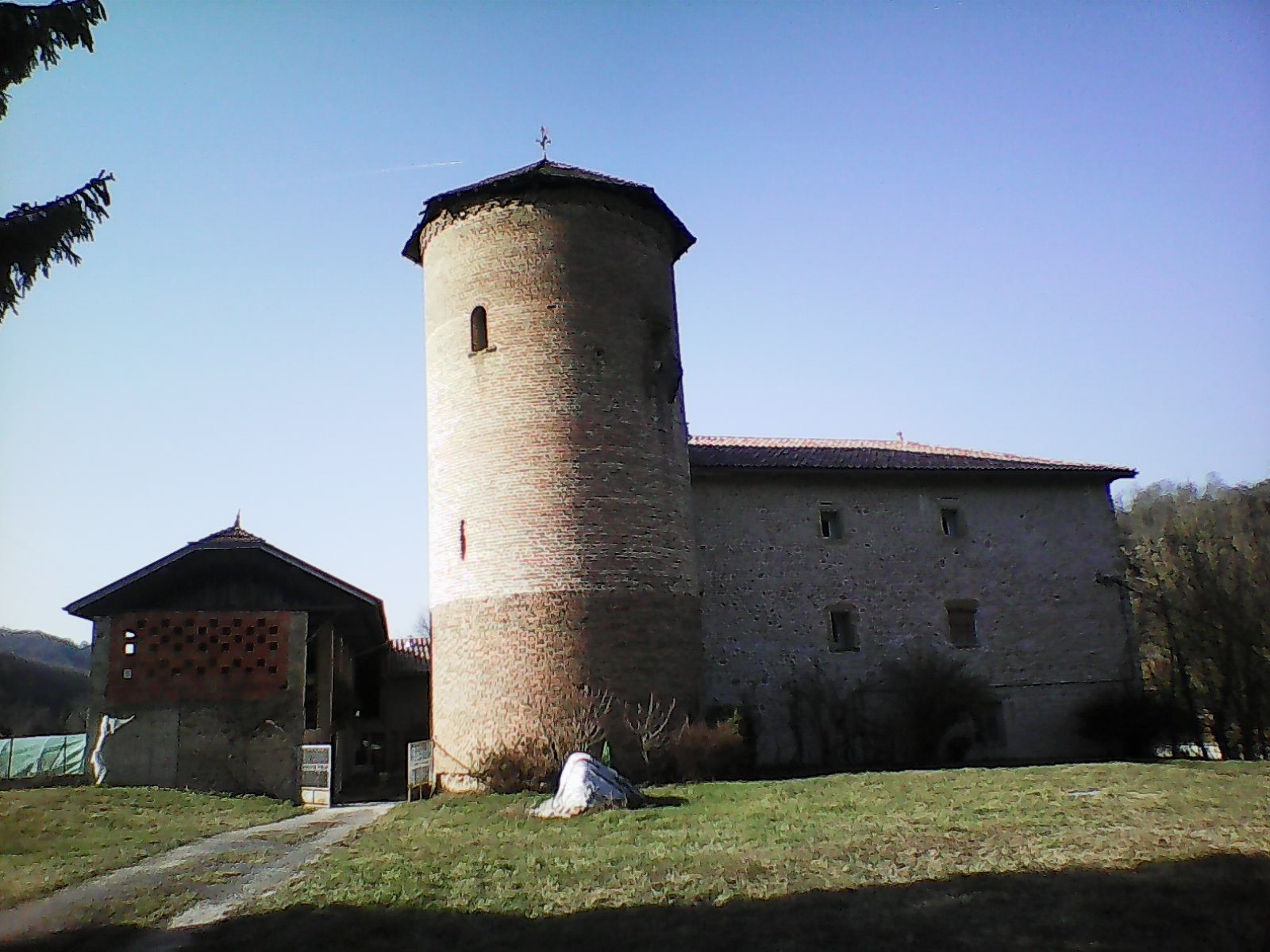
Festes Haus
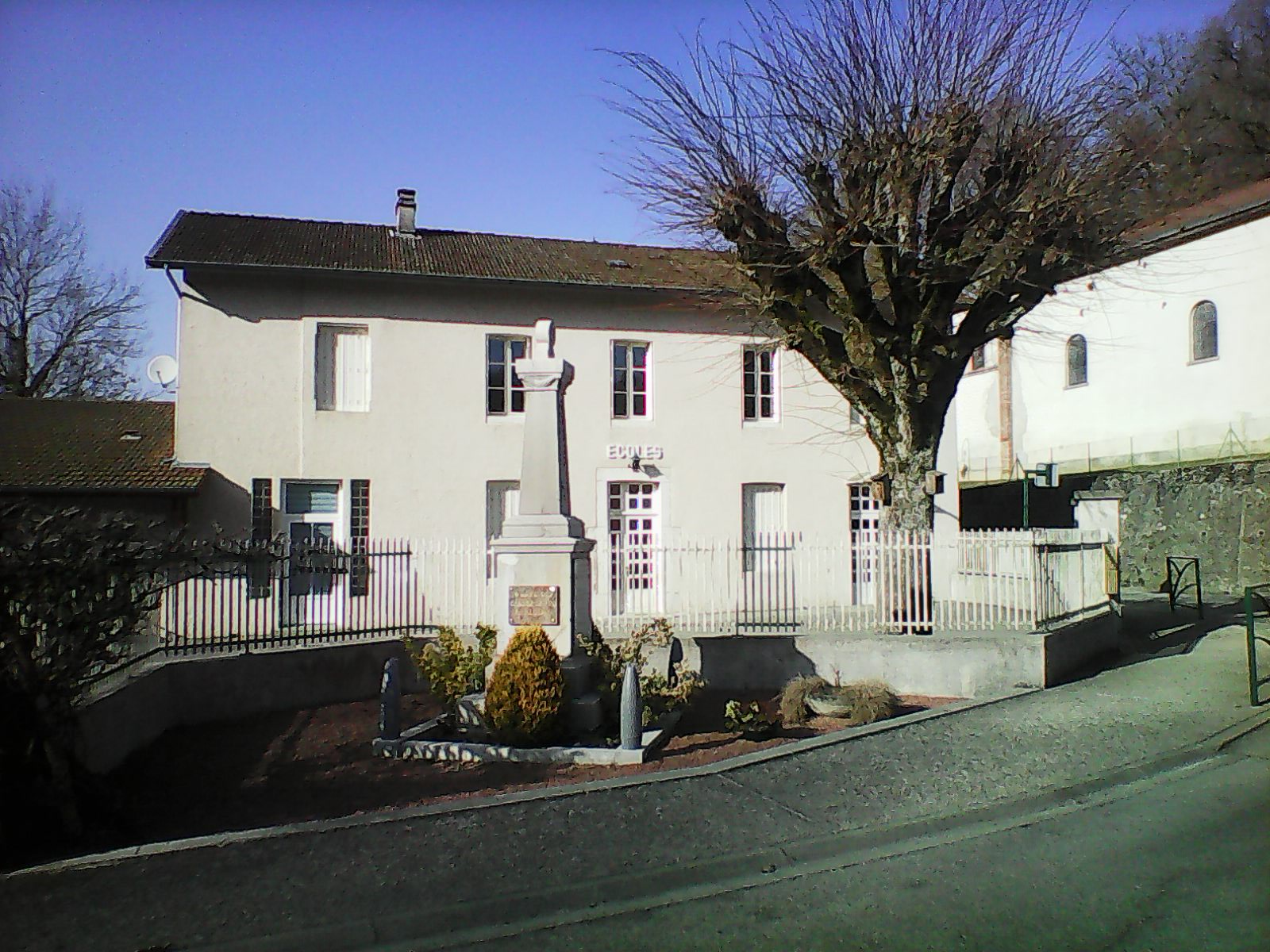
Gefallenendenkmal vor der Schule

- Kirche Saint-Pierre-ès-Liens
- Festes Haus
- Gefallenendenkmal vor der Schule